# Ilija Brozović
Ilija Brozović es un jugador croata de balonmano, que juega como pívot en el RD Slovan y en la selección de balonmano de Croacia.
Con la selección ha ganado la medalla de bronce en el Campeonato Europeo de Balonmano Masculino de 2016.

## Palmarés

### RK Zagreb
- Liga de Croacia de balonmano (4): 2012, 2013, 2014, 2015
- Copa de Croacia de balonmano (4): 2012, 2013, 2014, 2015
- Liga SEHA (1): 2013

### Kiel
- Copa de Alemania de balonmano (1): 2017

## Clubes
- RK Zagreb (2011-2015)
- HSV Hamburgo (2015-2016)
- THW Kiel (2016-2017)
- TSV Hannover-Burgdorf (2017-2024)[2]
- RD Slovan (2024- )